# Nikifor Jakaŭlievič Natalievič
Nikifor Jakaŭlievič Natalievič (tiếng Belarus: Нічыпар Якаўлевіч Наталевіч, 4 tháng 5 năm 1900, làng Veravoisha, huyện Orsha, tỉnh Mogilev - 28 tháng 3 năm 1964) là lãnh đạo nhà nước và đảng cộng sản của Byelorussia Xô viết.

## Tiểu sử
Natalievič tham gia Nội chiến, gia nhập Đảng Cộng sản từ năm 1922.
Năm 1919-1937, Natalievič phục vụ trong Hồng quân. Năm 1934, ông tốt nghiệp Học viện Chính trị-Quân sự Tolmachev ở Leningrad.
Từ năm 1937, ông giữ chức Chủ tịch Ban Chấp hành Trung ương Cộng hòa Xã hội chủ nghĩa Xô viết Byelorussia.
Từ tháng 7 năm 1937 đến tháng 3 năm 1948, ông giữ chức Chủ tịch Đoàn Chủ tịch Xô viết tối cao Cộng hòa Xã hội chủ nghĩa Xô viết Byelorussia. Năm 1937-1950, ông là Phó chủ tịch Xô viết Tối cao Liên Xô.
Năm 1938-1948, ông là Ủy viên Ban Chấp hành Trung ương Đảng Cộng sản (bolshevik) Belorussia.
Ngày 2 tháng 11 năm 1939, tại phiên họp bất thường V của Xô viết Tối cao Liên Xô, Natalievič đã có bài phát biểu về việc sáp nhập nhập Tây Belorussia vào Byelorussia Xô viết. Ngày 12 tháng 11, Natalievič và bí thư Pankov ký quyết định thực hiện hóa điều này tạo ra một Belarus duy nhất.
Năm 1948-1956, ông sống tại Penza rồi công tác về kinh tế tại các thành phố Byelorussia.
Năm 1960, Natalievič nghỉ hưu về Penza.